# Vereinigte Grünberger Sportfreunde
Vereinigte Grünberger Sportfreunde was een Duitse voetbalclub uit Grünberg, dat tegenwoordig het Poolse Zielona Góra is.

## Geschiedenis
De club kwam tot stand in 1922 door een fusie van FC Wacker Grünberg (opgericht in 1909), FC Preußen Grünberg (opgericht in 1913) en SV Grünberg (opgericht in 1913 als FC Grünberg).
Na het seizoen 1921/22 werd de Neder-Silezische voetbalcompetitie herleid van vijf reeksen naar een. Enkel SV Grünberg, dat tweede geworden was in de groep Glogau, kwalificeerde zich. Om een sterk team te kunnen neerzetten fuseerde de drie clubs, ook Wacker speelde al in de hoogste klasse. De volgende seizoenen eindigde de club meestal in de middenmoot, enkel in 1931/32 had de club enigszins succes door tweede te eindigen met één punt achterstand op VfB Liegnitz. Hierdoor mochten ze deelnemen aan de Zuidoost-Duitse eindronde waarin ze derde werden in de zwakkere groep B. In 1933 werd de club vijfde, maar omdat na dit seizoen de competitie grondig hervormd werd en de Gauliga Schlesien als nieuwe hoogste klasse ingevoerd werd en enkel de top drie zich hiervoor kwalificeerde moest de club het seizoen erna in de Bezirksliga Niederschlesien van start gaan. Na enkele plaatsen in de middenmoot ging het bergaf met de club tot een degradatie volgde in 1938. Het volgende seizoen werd de club groepswinnaar in de Kreisklasse en deed mee aan de eindronde om te promoveren, maar werd hier tweede. Hierna slaagde de club er niet meer in te promoveren.
Na het einde van de oorlog werd Grünberg een Poolse stad. De Duitsers werden verdreven en alle Duitse voetbalclubs werden ontbonden.